# Linia ferată Ploiești - Predeal
Linia ferată Ploiești - Predeal este o operă literară scrisă de Ion Luca Caragiale. 